# Штода, Дмитрий Макарович
Дмитрий Макарович Штода (1919—2001) — старший сержант Рабоче-крестьянской Красной армии, участник Советско-финской и Великой Отечественной войн, Герой Советского Союза (1945), лишён звания в 1950 году.

## Биография
Дмитрий Штода родился 1 мая 1919 года. В 1939 году он был призван на службу в Рабоче-крестьянскую Красную Армию Ново-Водолажским районным военным комиссариатом Харьковской области Украинской ССР. Участвовал в советско-финской войне с 30 ноября 1939 года по 25 марта 1940 года.
Участвовал в Великой Отечественной войне, воевал с 22 июня 1941 года по 8 мая 1943 года на Юго-Западном фронте, с 17 июня 1944 года — на 1-м Белорусском фронте. К июлю 1944 года был командиром отделения 2-й стрелковой роты 244-го стрелкового полка 41-й стрелковой дивизии. Отличился во время форсирования советскими войсками Западного Буга.
В ночь с 20 на 21 июля 1944 года стрелковый взвод, отделением в котором командовал Штода, должен был форсировать Западный Буг. Штода вместе со своим отделением численностью 7 человек вплавь переправился на другой берег, добрался до траншей противника и забросал их гранатами. Заняв траншеи, отделение отбивало контратаки немецких подразделений, прикрывая переправу взвода. Вскоре был убит командир взвода, и Штода заменил его. В ходе рукопашной атаки взвода, возглавляемого Штодой, контратаковавшие войска противника понесли большие потери и отступили с занимаемой ими высоты. Немецкие войска сосредоточили по высоте огонь всех видов, в контратаку пошли силы противника численностью до батальона.
Когда пулемётчик вышел из строя, Штода заменил его, отражая атаки немцев. Взвод удерживал высоту до подхода основных сил батальона. За этот бой Штода был награждён медалью «За отвагу» и представлен к званию Героя Советского Союза.
Указом Президиума Верховного Совета СССР от 24 марта 1945 года сержант Дмитрий Штода за «образцовое выполнение боевых заданий командования на фронте борьбы с немецкими захватчиками и проявленные при этом отвагу и геройство» был удостоен высокого звания Героя Советского Союза с вручением ордена Ленина и медали «Золотая Звезда». 30 апреля 1945 года награды были вручены ему в Кремле.
В конце войны старший сержант Штода был направлен на учёбу во 2-е Горьковское танковое училище, которое дислоцировалось в городе Проскурове (ныне — Хмельницкий, Украина). 15 июля 1945 года он в состоянии алкогольного опьянения устроил драку с патрулём комендатуры и открыл стрельбу из пистолета. 5 августа 1945 года на рынке в Проскурове, также будучи пьяным, поссорился с торговцами и открыл стрельбу, убив женщину и тяжело ранив инвалида войны, который скончался от ранений в больнице. 15 сентября 1945 года военный трибунал Проскуровского гарнизона приговорил Штоду к 10 годам лишения свободы.
Указом Президиума Верховного Совета СССР от 30 марта 1950 года Штода был лишен всех званий и наград.
Последние годы жизни провёл в доме престарелых в Змиёве, похоронен в Змиёве.